# Nicolaj Holm
Nicolaj Holm, født 1981 i Himmerland, er en dansk erhvervsmand, der 1. maj 2017 tiltrådte stillingen som direktør for Aalborg Kongres & Kultur Center, hvor han afløste Ernst Trillingsgaard.
Holm er kandidat fra Aalborg Universitet, og var 2013 – 2017 direktør for Messecenter Vesthimmerland (MCVH) i Aars. Han har tillige været direktør for Danske Fagkonferencer og medskaber af Børnekonferencen.
Holm er medlem af VL19, ligesom han er medlem af bestyrelsen for Danske Koncert & Kulturhuse, medlem af bestyrelsen for Ordkraft og medlem af bestyrelsen for Det Hem'lige Teater. Nicolaj Holm er medlem af repræsentantskabet for Jutlander Bank og præsidiemedlem i Aalborg Tall Ship Race.
Fra 2011 til 2017 var Nicolaj Holm, i kraft af sine relationer til digteren Benny Andersen, formand for Benny Andersen Prisen.
Fra 2010 til 2015 var han storkredsformand i Nordjylland for Radikale Venstre.